# Татарське ім'я
Татарське ім'я — у сучасному вигляді у своїй повній формулі є поєднанням імені, по батькові та прізвища. Раніше мали іншу форму подібно арабським іменам.

## Походження
Татарські імена здебільшого мають два види походження: це тюркські імена та ісламські (переважно арабські, іноді перські). Також є група імен, які стали популярними у татар у радянські роки, переважно це міжнародні імена.

## Ім'я
Особисті татарські імена поділяються на кілька типів:
- Загальноалтайські: Алтинчура, Алтинбай та ін.,
- Давньотюркські: Даніф, Айдар, Айрат, Уразбіка, Тимерхан та інші,
- Булгарські: Айсилу, Бікташ, Ельберди, Біктимер, Атрах (Атрех), Тутай, Туйбіка тощо,
- Арабські: Альфія (Alfia), Асія (Азія), Амір, Габдулла, Галім, Гумер (Гомер), Дамір, Ільнур (Ільнур), Зія, Каміль (Каміль), Лейсан, Маліка, Мухаммад (Магомет) , Наїль, Раміль, Раїль, Рауф, Фарід тощо,
- Перські: Азат, Гульнара, Гульдана, Гульназ, Зифа(Зіфа), Ільдар, Ільфат (Ілфат), Рустем, Фанис тощо,
- Західноєвропейські: Альберт, Альфред, Артур, Венера, Марат (Мурат), Регіна, Ренат, Роберт, Фердинанд, Еліна, Еміль, Едуард, Ельвіра,
- Іврит: Авраам (Авраам), Даут (Давид), Данило, Юсуп (Йосип), Рафаель, Яків тощо,
- Новотатарські: Айгуль, Алсу, Ілдус (Ілдус), Ірек, Ілгіз (Ілгіз) тощо.

Багато сучасних татарських імен різко відрізняються від імен інших тюркських народів тим, що набагато частіше поєднують в собі західноєвропейські особисті імена з традиційними прізвищами тюрко-персо-арабського походження. Наприклад: Ренат Ібрагімов, Ренат Акчурін, Роальд Сагдєєв, Рудольф Нурієв, Альберт Асадуллін, Альфред Халіков, Рафаель Хакімов, Еміль Сайфутдінов, Роберт Нігматулін і т. д.

## По-батькові
По-батькові утворюється від імені батька; у татарській транскрипції після імені батька додається ули (син) або кизи (дочка); в російській - закінчення -віч, -вна . У просторіччя замість «вули» іноді застосовують «мала» або «кути» (архаїчніший варіант).
Приклад: Абдулла Киз або Абдуллівна; Каміл вулиці або Камілевич.